# باب آرمسترانگ (بازیکن فوتبال انگلیسی)
باب آرمسترانگ (انگلیسی: Bob Armstrong; ۱ ژوئیهٔ ۱۹۳۸ – سپتامبر ۲۰۱۴ (۷۶ ساله)) بازیکن فوتبال اهل بریتانیا بود.
از باشگاه‌هایی که در آن بازی کرده‌است می‌توان به باشگاه فوتبال دارلینگتون اشاره کرد.